# カジカ (山猿の曲)
「カジカ」は、日本のシンガーソングライター・山猿の1作目（通算3作目）のデジタルシングル。

## 概要
- 前作「赤い実ハジケタ恋空の下」から約2年2ヶ月ぶりのデジタルシングル。
- LGMonkees解散後、山猿に改名して初のシングルで、今作より山猿によるセルフプロデュース体制となる。
- 『LGMonkees解散LIVE みんなありがとう!! ～でも寂しいからサヨナラは言わないよ～』の終演翌日からスタートした12週連続着うた配信企画の第12弾の楽曲を着うたフル配信した作品である。
- レコチョク邦楽ヒップホップ/R&B/レゲエチャートにてデイリー1位を獲得し[1]、後に週間でも初の1位を獲得している。
- 発売後に今作と次作「桜色の記憶…」、「正直者はバカをみる!」の3曲が、足立梨花主演のショートフィルム『あいことば』の主題歌に起用された[2]。

## 収録曲
| #  | タイトル   | 作詞 | 作曲        | 編曲  | 時間 |
| -- | ---------- | ---- | ----------- | ----- | ---- |
| 1. | 「カジカ」 | 山猿 | 山猿、SHIKI | SHIKI | 4:26 |

### 解説
1. カジカ
故郷である会津若松市の雪景色からインスパイアされて制作されたバラードで、寒さの中に感じる温もりと優しさに包まれながら大切な人を想う愛の歌をテーマに制作された[1]。山猿曰く「子供の頃は遊ぶところが少ない故郷が嫌いだったが、大人になり好きになっていき、その中でも福島の雪景色を曲にしたいと思って書いた。」という[3]。

## 参加ミュージシャン
- 山猿：Vocal

Support Musician
- SHIKI：Track
- 今村舞：Drums
- 鈴木マナブ：Bass
- 川口圭太：Guitar
- モチヅキヤスノリ：Piano
- 吉田宇宙ストリングス：Strings

## タイアップ
- 福井テレビ系夕方ワイド番組『おかえりなさ～い』エンディングテーマ
- ショートフィルム『あいことば』主題歌

## 収録アルバム
- あいことば2
- 超あいことば -THE BEST-